# José Veríssimo
José Veríssimo Dias de Matos (Óbidos, 8 de abril de 1857 – Rio de Janeiro, 2 de dezembro de 1916) foi um escritor, educador, jornalista e estudioso da literatura brasileira, membro e principal idealizador da Academia Brasileira de Letras.

## Biografia
Nascido em Óbidos, na então província do Grão-Pará, filho de José Veríssimo de Matos e Ana Flora Dias de Matos, estudou as primeiras letras em Manaus e Belém. Mudou-se para o Rio de Janeiro em 1869 para continuar os estudos mas, adoecendo, retorna ao estado natal.
Em Belém colaborou em jornais, além de exercer o magistério. O ano de 1880 foi um marco em sua vida: viajando pela Europa, tomou parte do Congresso Literário Internacional, em Lisboa. Em outra viagem ao Continente europeu, em 1890, profere palestras onde fala da civilização marajoara e das riquezas da Amazônia.
Foi, em 1891, diretor de instrução do Pará (cargo hoje equivalente a Secretário de Educação). Neste ano volta ao Rio, onde leciona na então Escola Normal, atual Instituto Superior de Educação do Rio de Janeiro, do qual foi diretor.
Intensifica seus estudos sobre a literatura brasileira, republicando a Revista Brasileira — órgão que reunia o melhor das letras no país — e em cuja sede passaram a se reunir os intelectuais que formaram o núcleo fundador da Academia Brasileira: Lúcio de Mendonça, Machado de Assis (de quem foi grande amigo e defensor), Visconde de Taunay, entre outros.
Afiliado ao Naturalismo, foi um dos expoentes na crítica literária e na historiografia das letras no Brasil. Como educador, teceu importantes análises sobre os problemas do sistema educacional do país na jovem República, herdeira de problemas como a recente escravidão, e tantos outros.
Veríssimo foi mais que um fundador do Silogeu brasileiro: talvez mesmo seu próprio idealizador, ao lado de Lúcio de Mendonça. A todas as reuniões preparatórias fez-se presente e um dos seus mais assíduos membros. Ele defendia uma academia voltada exclusivamente à literatura — e por seus pares haverem eleito um não-escritor (o político Lauro Müller), afasta-se de forma definitiva em 1912 desta Casa pela qual tanto lutara.

## Importância daHistória da Literatura

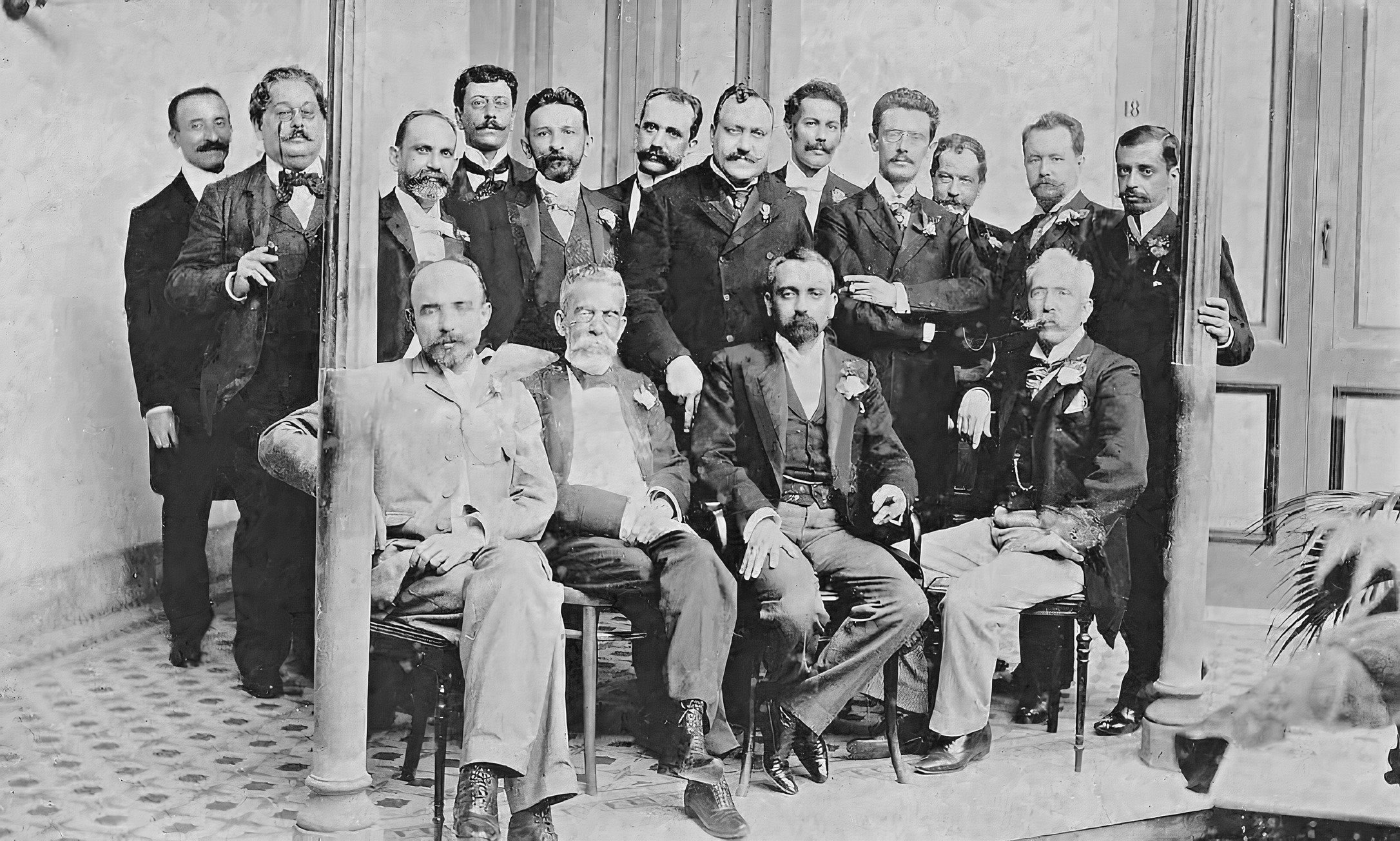
Em pé: Rodolfo Amoedo, Artur Azevedo, Inglês de Sousa, Olavo Bilac, José Veríssimo, Sousa Bandeira, Filinto de Almeida, Guimarães Passos, Valentim Magalhães, Rodolfo Bernardelli, Rodrigo Octavio e Heitor Peixoto. Sentados: João Ribeiro, Machado de Assis, Lúcio de Mendonça e Silva Ramos.

Ao lado de Sílvio Romero e Araripe Júnior, seus contemporâneos, foi um dos primeiros e maiores historiadores da literatura brasileira.
De sua obra História da Literatura Brasileira assoma a crítica e, em especial, uma constante preocupação em se definir um caráter tipicamente nacional dos escritores do país.
Um exemplo de sua preocupação, ao historiar:
"Confesso haver hesitado na exposição da marcha da nossa literatura, se pelos gêneros literários, poesia épica, lírica ou dramática, história, romance, eloquência e que tais, consagrados pela retórica e pelo uso, ou se apenas cronologicamente, conforme a sequência natural dos fatos literários. Ative-me afinal a este último alvitre menos por julgá-lo em absoluto o melhor que por se me antolhar o mais consentâneo com a evolução de uma literatura, como a nossa, em que os fatos literários, mormente no período de sua formação, não são tais e tantos que lhes permitam a exposição e estudo conforme determinadas categorias. Nesse período e ainda no seguinte aqueles diferentes gêneros não apresentam bastante matéria à história, sem perigo desta derramar-se ociosamente. Ao contrário expor esses fatos na ordem e segundo as circunstâncias em que eles se passam, as condições que os determinam e condicionam e as feições características que afetam, parece fará mais inteligível a nossa evolução literária com a vantagem de guardar maior respeito ao princípio da última unidade da literatura. Nesta, como na arte e na ciência, é conspícua a função do fator individual. Um escritor não pode ser bem entendido na sua obra e ação senão visto em conjunto, e não repartido conforme os gêneros diversos em que provou o engenho."

## Referência
- COUTINHO, Afrânio; SOUSA, J. Galante de. Enciclopédia de literatura brasileira. São Paulo : Global.